# Хромов, Гавриил Сергеевич
Гаврии́л Серге́евич Хро́мов (12 июля 1937, Москва, РСФСР — 7 января 2014, Москва, Российская Федерация) — советский и российский астроном, кандидат физико-математических наук, исследователь и популяризатор науки, вице-президент Всесоюзного астрономо-геодезического общества при АН СССР, президент Астрономо-геодезического объединения.

## Биография
Гавриил Хромов родился 12 июля 1937 года в Москве на Большой Пироговской улице (вблизи Новодевичьего монастыря). Его предки из русских крестьян: по отцовской линии — из Бронницкого уезда, по материнской — из Грачевского уезда Тамбовской губернии. Родители получили гимназическое образование и окончили Московский университет. Впоследствии оба стали научными работниками и преподавателями: мать, Лидия Ивановна Мамонтова — кандидат биологических наук, доцент; отец, Сергей Петрович Хромов  — доктор географических наук, профессор с середины 1930-х гг., создатель советской школы синоптической метеорологии, профессор Московского университета, один из организаторов Бюро погоды СССР (ныне Гидрометцентр РФ). Именем его отца назван корабль «Профессор Хромов» .
В 1959 году Гавриил Хромов окончил Механико-математический факультет МГУ по специальности астрономия и был принят на работу в Государственный астрономический институт имени П. К. Штернберга при МГУ. В 1962 году поступил в аспирантуру физического факультета МГУ. В 1965 году защитил кандидатскую диссертацию, посвящённую изучению планетарных туманностей, под руководством Б. А. Воронцова-Вельяминова, специалиста по внегалактической астрономии, члена-корреспондента АПН СССР, автора учебника по астрономии  для средних школ, по которому десятки лет учились поколения советских школьников.
Тогда же Г. С. Хромова приняли в члены Международного астрономического союза, где он работал в Комиссии по физике туманностей и межзвездной среды. Проработав три года (1965—1968) в должности учёного секретаря ГАИШ, в 1968 году Гавриил Хромов стал старшим научным сотрудником отдела, которым руководил Д. Я. Мартынов, и продолжил теоретические и наблюдательные исследования планетарных туманностей. Хромов выполнил один из первых в мире фотометрических обзоров планетарных туманностей в ближней инфракрасной области спектра, сконструировав для этого специальный модуляционный фотометр. В 1972 году он занял пост заместителя председателя Астрономического совета АН СССР и следующие несколько лет посвятил, в основном, координационной работе в науке. Вернувшись в 1979 году в ГАИШ, Г. С. Хромов завершил работу над докторской диссертацией «Планетарные туманности (физика и эволюция)». Через несколько лет её результаты вышли в виде монографии . Это была первая в своём роде попытка обобщения и изложения огромного и разнообразного массива фактических данных и теоретических представлений о планетарных туманностях и их центральных звездах.
В 1987 году Хромов перешёл на работу в украинский академический Институт новых физических прикладных проблем АН УССР, где возглавил отдел координатно-временного обеспечения и был заместителем директора по научной части. С 1998 года работал заведующим отделом астрономии во Всесоюзном институте научной и технической информации, а в 2003 году перешёл на работу в Институт проблем развития наук при Президиуме РАН, поскольку с 1990-х сотрудничал с его предшественником - Центром исследований и статистики науки Миннауки и РАН. Из своих многочисленных публикаций сам он ставил на первое место двухтомную монографию «Научно-технический потенциал России», написанную в годы работы в этом институте.
В течение 60 лет Хромов активно работал в ВАГО-АГО, пройдя путь от члена Юношеской секции до Президента.

## Литературная деятельность
Гавриил Хромов перевёл с английского на русский язык (полностью или частично) или отредактировал около десятка книг. Среди них даже научно-фантастический роман Ф. Хойла и Дж. Эллиота «Андромеда» (1966 год), входящий в популярную серию «Зарубежная фантастика» [www.litmir.net/books_in_series/?id=3953] издательства «Мир». Предисловие к книге под шапкой «Вместо предисловия» написал И. С. Шкловский, обращающий внимание читателей на то, что «один из его авторов, Фред Хойл, — всемирно известный астрофизик-теоретик, автор многих выдающихся трудов в самых различных областях этой увлекательной науки. Особенно велики заслуги члена Королевского общества профессора Хойла в области космогонии — науки о происхождении и развитии планет, звезд, галактик».
В 1979 году Г. С. Хромов стал председателем редколлегии основанной в том же году серии книг «Библиотека любителя астрономии», в рамках которой в период с 1979 по 1993 год было выпущено 12 книг.
В годы работы в ВИНИТИ Г. С. Хромов выпустил книгу «Наука, которую мы теряем» (1995 г.), где, проанализировал прошлое и текущее состояние нашей науки. «Мы теряем мощную фундаментальную науку, огромную по объему и, возможно, первенствующую в мире по квалификации и интеллектуальному уровню своих работников». Комментарий к книге дал Ю. И. Мухин, известный российский общественный деятель: «Г. С. Хромов написал очень толковую книгу „Наука, которую мы теряем“. Написал очень точно и правдиво».
Обращая внимание на необходимость благодарности своим Учителям, которые в жизни бывают почти у каждого из нас, он написал статью «Вспоминая давно ушедшее…» о своих первых шагах в астрономии: «мой интерес к астрономии воплотился в жгучую потребность в телескопе, который, по моим тогдашним представлениям, должен был немедленно открыть моему взору некий новый, хотя и постоянно присутствующий где-то совсем рядом мир». Здесь же с теплотой он вспоминает о своих учителях Германе Герасимовиче Ленгауэре, Клавдии Тихоновне Стояновой и других. И, как он пишет, «… никогда больше меня не обучали именно основам астрономической культуры, владение которой, собственно говоря, и должно отличать профессионального астронома от всех прочих людей, населяющих Земной мир».

## Память
5 марта 2015 года в честь Гавриила Сергеевича Хромова малой планете, открытой 29 октября 2009 года Т. В. Крячко в станице Зеленчукская, присвоено наименование «372578 Khromov».

## Публикации и переводы книг
- Хойл Ф., Элиот Дж. Андромеда. Серия: Зарубежная фантастика. — Москва: Мир, 1966.
- Weekes Trevor C., Хромов Г.С., Курт В.Г. Астрофизика высоких энергий. — Москва: Мир, 1972.
- Whitney Charles Allen, Гуров П.С., Хромов Г.С. Открытие нашей Галактики. — Москва: Мир, 1975.
- Хромов Г.С. Планетарные туманности. Серия: Космонавтика, астрономия. — Москва: Знание, 1975.
- Хромов Г.С. Приемники излучения в наземной астрономии. Итоги науки и техники, Сер. Астрономия. — Москва: ВИНИТИ, 1982.
- Хромов Г.С. Планетарные туманности: физика, эволюция, космогония.. — Москва: Наука, 1985.
- Моррисон Уильям. Пиршество демонов. — Москва: Мир, 1991.
- Хромов Г.С. Наука, которую мы теряем. — Москва: Космосинформ, 1995. (ISBN 5-900242-13-7)
- Управление государственным сектором науки. Зарубежный опыт. Сокращ. излож. подгот. Г.С. Хромов. — Москва: ЦИСН, 2004. (ISBN 5-7602-0157-3)
- Миндели Л.Э., Хромов Г.С. Состояние и эволюция научно-технических систем в промышленно развитых странах. — Москва: ИПРАН РАН, 2008. (ISBN 978-5-91294-014-9)
- Миндели Л.Э., Хромов Г.С. Научно-технический потенциал России: в 2 ч. Ч. 1. — Москва: ИПРАН РАН, 2011. (ISBN 978-5-91294-045-3)
- Миндели Л.Э., Хромов Г.С. Научно-технический потенциал России: в 2 ч. Ч. 2. — Москва: ИПРАН РАН, 2012. (ISBN 978-5-91294-049-1)
- Миндели Л.Э., Хромов Г.С. Научно-технические системы промышленно развитых стран в начале мирового экономического кризиса: 2007—2009. — Москва: ИПРАН РАН, 2012. (ISBN 978-5-91294-052-1)